# Mingdynastins stadsmurspark
Mingdynastins stadsmurspark (北京明城墙遗址公园; Běijīng Míng Chéngqiáng Yízhǐ Gōngyuán) eller Ming City Wall Relics Park är en park  i Peking i Kina över den bäst bevarade delen av Pekings stadsmur från Mingdynastin (1368–1644).
Mingdynastins stadsmurspark finns 3 km öster om Himmelska fridens torg precis söder om Pekings järnvägsstation vid östra Andra ringvägen söder om Chang'anavenyn.
1 540 meter av Mingdynastins stadsmur som ursprungligen uppfördes 1419 är renoverad. Den renoverade sektionen var tidigare del i södra stadsmuren till den inre staden. Parken öppnades 2002.
| Pekings tunnelbana |         |                      |
|                    | Linje 2 | Chongwenmen (崇文门) |
|                    | Linje 5 | Chongwenmen (崇文门) |

## Galleri

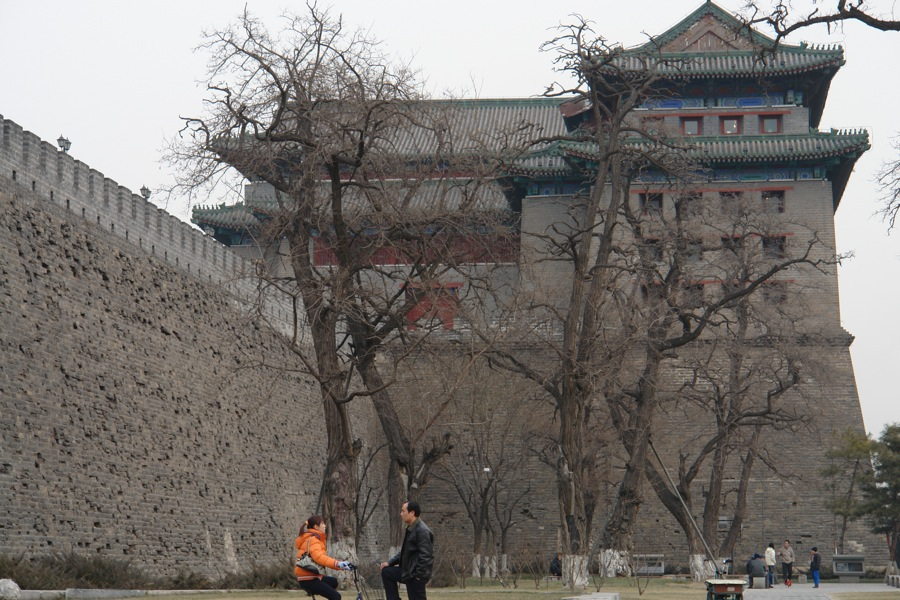
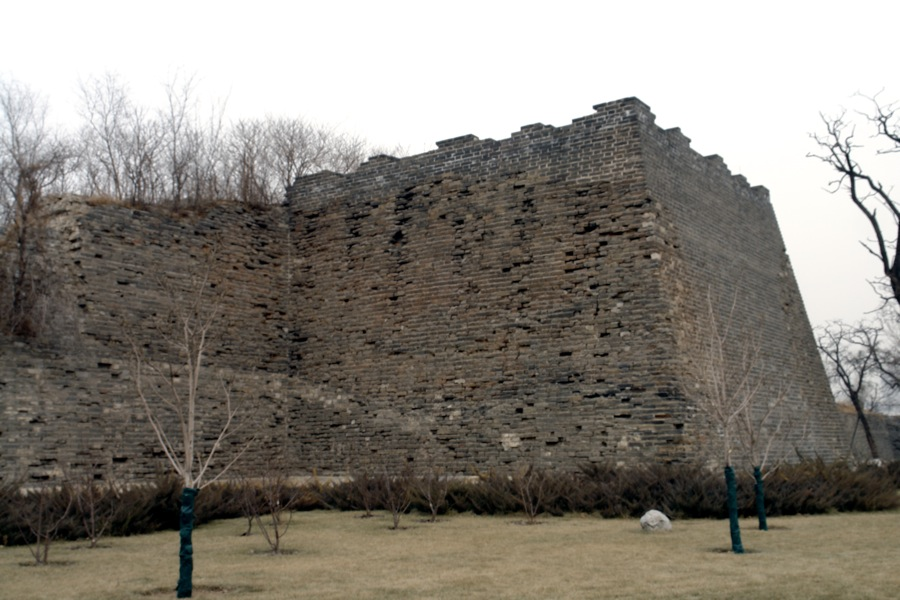
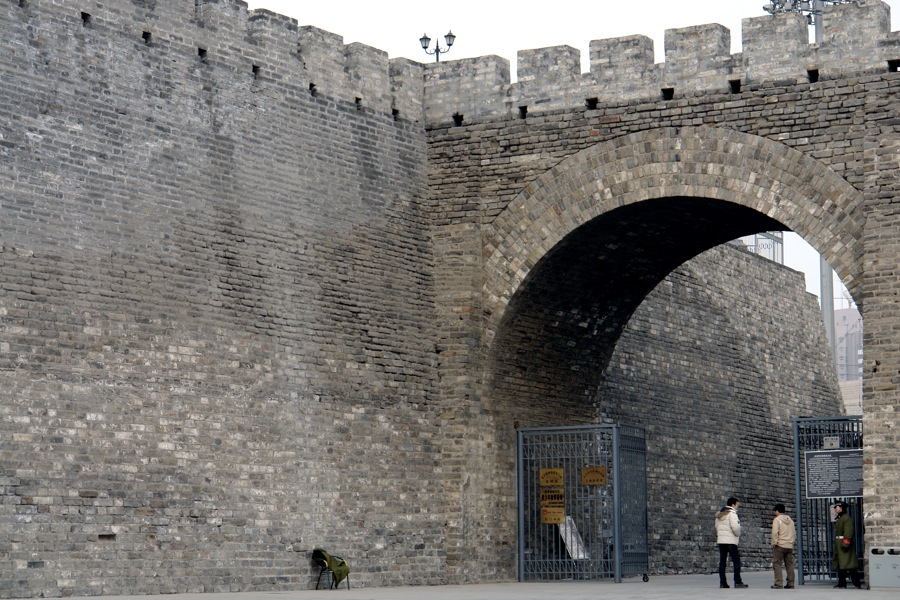
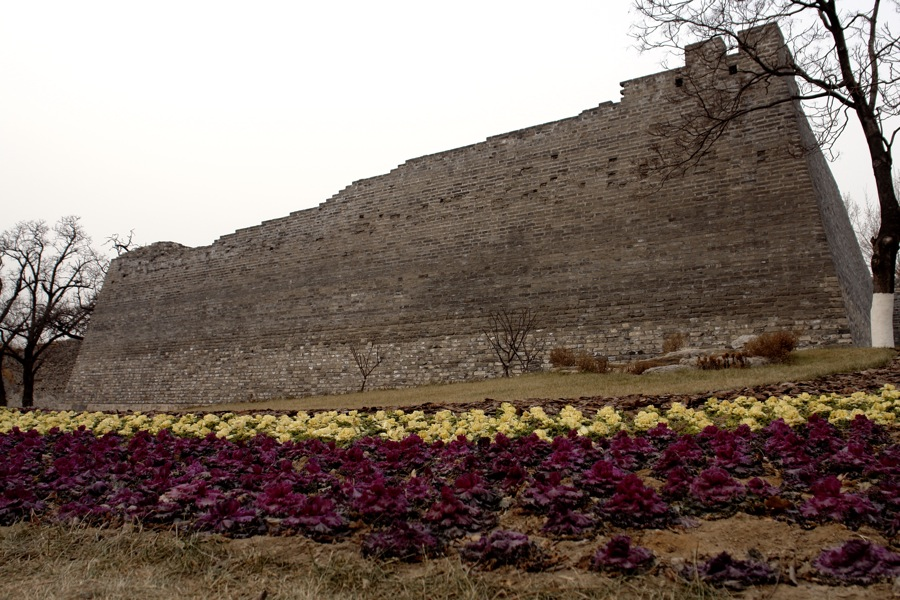
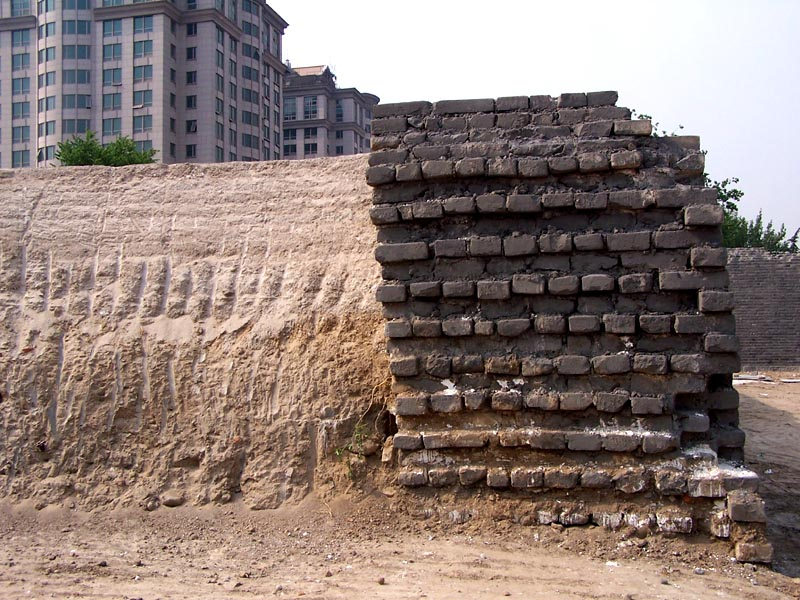